# Sự kiện trang trại Shebaa tháng Giêng 2015
Để đáp lại một cuộc tấn công nhắm vào một đoàn xe quân sự gồm Hezbollah và các sĩ quan Iran vào ngày 18 tháng Giêng 2015 tại Quneitra ở phía nam Syria, Hezbollah phát động một cuộc phục kích ngày 28 tháng Giêng nhắm vào một đoàn xe quân sự Israel ở các trang trại Shebaa do Israel kiểm soát với vũ khí là hỏa tiễn chống tăng nhắm vào hai chiếc xe, giết chết 2 và làm bị thương 7 binh sĩ và sĩ quan Israel, theo xác nhận của quân đội Israel. Số thương vong của Israel là 15 theo một báo cáo của Al Mayadeen. Một lính gìn giữ hoà bình của Liên Hợp Quốc người Tây Ban Nha cũng thiệt mạng khi Israel đáp trả bằng đạn pháo. Hezbollah trả đũa bằng một số đạn súng cối. Cuộc xung đột kết thúc vào chiều sau khi UNIFIL hòa giải.

## Diễn biến
Ngày 28 tháng Giêng 2015, thành phần dân quân Hezbollah dùng hỏa tiễn tấn công một đoàn quân xa Israel, phản hồi lại cuộc không tập trước đó của phía Israel khiến sáu tay súng Hezbollah thiệt mạng ở Quneitra. Các tay súng Hezbollah phá hủy một số xe chở theo sĩ quan và quân nhân Israel. Theo phía Israel, một hỏa tiễn chống chiến xa bắn trúng một xe quân đội gần biên giới Israel-Liban, đồng thời nói rằng dân chúng trong khu vực được lệnh ở trong nhà.
Israel trả đũa bằng cách bắn ít nhất 50 quả đạn đại bác vào Liban, tăng thêm sự căng thẳng ở vùng biên giới. Sau đó, Quân đội Israel tiến hành các cuộc oanh kích và pháo kích vào vị trí của Hezbollah. Một giờ sau đó, Hezbollah bắn đạn súng cối vào một số vị trí Israel ở Núi Dov và Núi Hermon.

## Tổn thất
Liên Hợp Quốc cho hay một lính bảo vệ hòa bình thiệt mạng ở vùng Nam Liban, nhiều phần liên hệ tới cuộc đụng độ.
Quân đội Israel cho hay có 2 binh sĩ Israel thiệt mạng và 7 bị thương.

## Phản ứng
Thủ tướng Benjamin Netanyahu nói rằng phía Israel sẽ "trả đũa mạnh mẽ."